# Rotis
La tipografia Rotis és un tipus de lletra creat pel dissenyador Otl Aicher l'any 1989, el seu nom és degut al poble situat a la regió alemanya d'Allgäu on va fundar la seva pròpia escola i on va viure des de 1972 fins a la seva mort el 1991.

## Anàlisi
La tipografia consta de quatre subfamilies: Rotis Sans Serif, Rotis Semi Sans, Rotis Semi Serif i Rotis Serif. Les diferents variants de cada subfamilia donen un total de disset fonts tipogràfiques. La Rotis és la primera tipografia que inclou passes intermèdies entre les subfamilies Serif i Sans Serif, això provoca que el canvi d'una a l'altra sigui més suau.
Les característiques generals de la familia són una aparença lleugerament condensada amb modulació vertical, un traç senzill però elegant i fàcilment llegible i un aspecte clàssic que li dona una sensació de claredat i serietat. Les diferents fonts poden combinar-se perfectament, ja que les seves característiques com el pes, l'alçada i les proporcions són molt similars en totes les subfamílies.
Les lletres més destacades gràficament són les C, G, b, c i e, també hi destaquen altres característiques com la utilització de gràcies només en la part superior de les lletres en la Semi Serif i l'alternança de pals fins i gruixos en un mateix caràcter en la Semi Sans.

## Subfamilies
Rotis Sans Serif (Monotype Originals)
Aquesta subfamilia integra les següents fonts:
Sans Serif 45 Light, Sans Serif 46 Light Italic, Sans Serif 55 Roman, Sans Serif 56 Italic, Sans Serif 65 Bold i Sans Serif 75 extra Bold.
Rotis Semi Sans (Monotype Originals)
Aquesta subfamilia integra les següents fonts:
Semi Sans 45 Light, Semi Sans 46 Light Italic, Semi Sans 55 Roman, Semi Sans 56 Italic, Semi Sans 65 Bold i Semi Sans 75 extra Bold.
Rotis Semi Serif (Monotype Originals)
Aquesta subfamilia integra les següents fonts:
Semi Serif 55 Roman i Semi Serif 65 Bold.
Rotis Serif (Monotype Originals)
Aquesta subfamilia integra les següents fonts:
Serif 55 Roman, Serif 56 Italic i Serif 65 Bold.

## Usos
La tipografia Rotis pot ser utilitzada com a font de text en llibres, revistes, documentació, diaris... també és apropiada per a cartells, publicitat i disseny gràfic, corporatiu o multimèdia.
Encara que va ser creada inicialment per a l'empresa Agfa Compugraphic l'any 1989, també és utilitzada, per exemple, per les empreses ERCO en el logotip i l'escriptura i Nokia en anuncis i manuals d'instruccions dels seus productes, també l'utilitza el metro de Bilbao en el seu logotip i senyals i la ciutat d'Auckland en les seves senyals de tràfic.